# منطقه نظامی لنینگراد
منطقه نظامی لنینگراد (انگلیسی: Leningrad Military District) یکی از مناطق نظامی روسیه و زیرمجموعه نیروهای مسلح روسیه است. این منطقه در سال ۱۹۶۸ نشان لنین را دریافت کرد. در سال ۲۰۱۰ این منطقه با منطقه نظامی مسکو، ناوگان شمالی و ناوگان بالتیک ادغام شد تا منطقه نظامی جدید غربی را تشکیل دهد. در دسامبر ۲۰۲۲، سرگئی شویگو، وزیر دفاع، پیشنهاد داد که این منطقه به همراه منطقه نظامی مسکو دوباره تأسیس شود، تصمیمی که در ژوئن ۲۰۲۳ توسط یوگنی بوردینسکی، معاون رئیس ستاد کل، تأیید شد. در ۱۷ دسامبر ۲۰۲۳ ولادیمیر پوتین، رئیس‌جمهور روسیه، برنامه‌هایی را برای بازسازی منطقه نظامی لنینگراد به‌عنوان واکنشی به پیوستن فنلاند به ناتو اعلام کرد. این منطقه بطور رسمی در ۲۶ فوریه ۲۰۲۴ با فرمان ریاست جمهوری شماره ۱۴۱ بازسازی شد و ناوگان شمالی تحت فرماندهی آن قرار گرفت.
مقر منطقه نظامی لنینگراد در ساختمان ستاد کل سنت پترزبورگ قرار دارد. ژنرال الکساندر لاپین در ۱۶ مه ۲۰۲۴ به‌عنوان فرمانده جدید این منطقه منصوب شد. این منطقه یکی از دو منطقه نظامی نیروهای مسلح روسیه است که حوزه قضایی آن عمدتاً در منطقه مرکزی غربی روسیه اروپایی قرار دارد. منطقه نظامی لنینگراد شامل ۱۱ منطقه فدرال روسیه است: جمهوری کارلیا، جمهوری کومی، آرخانگلسک، وولوگدا، کالینینگراد، استان‌های لنینگراد، مورمانسک، نووگورود و پسکوف، سن پترزبورگ و منطقه خودمختار ننت. علاوه بر این، این فرماندهی شامل اکثر جزایر روسیه در اقیانوس منجمد شمالی، از جمله جزایری است که در مناطق فدرالی خارج از این منطقه واقع شده‌اند. این منطقه در منطقه فدرال شمال غربی قرار دارد.
واحدهای نظامی نیروهای وزارت امور داخلی، سرویس مرزی روسیه، همچنین واحدهای وزارت موقعیت‌های اضطراری و سایر وزارتخانه‌ها و ادارات فدراسیون روسیه که در قلمرو این منطقه وظایفی را انجام می‌دهند، تحت نظارت عملیاتی آن هستند.